# Xã Richland, Quận Marion, Ohio
Xã Richland (tiếng Anh: Richland Township) là một xã thuộc quận Marion, tiểu bang Ohio, Hoa Kỳ. Năm 2010, dân số của xã này là 1.635 người.